# González (Familienname)
González ist ein patronymisch gebildeter spanischer Zuname und bedeutet „Sohn von Gonzalo“. Er ist der zweithäufigste Nachname in Spanien und tritt in der gesamten spanischsprachigen Welt sehr häufig auf. Der Name kommt auch außerhalb des spanischen Sprachraums vor und wird dann meist Gonzalez ohne Akut geschrieben. Eine historische Schreibweise, die ebenfalls als Name verbreitet ist, lautet Gonzales.
Die portugiesische Form des Namens lautet Gonçalves.

## Verbreitung

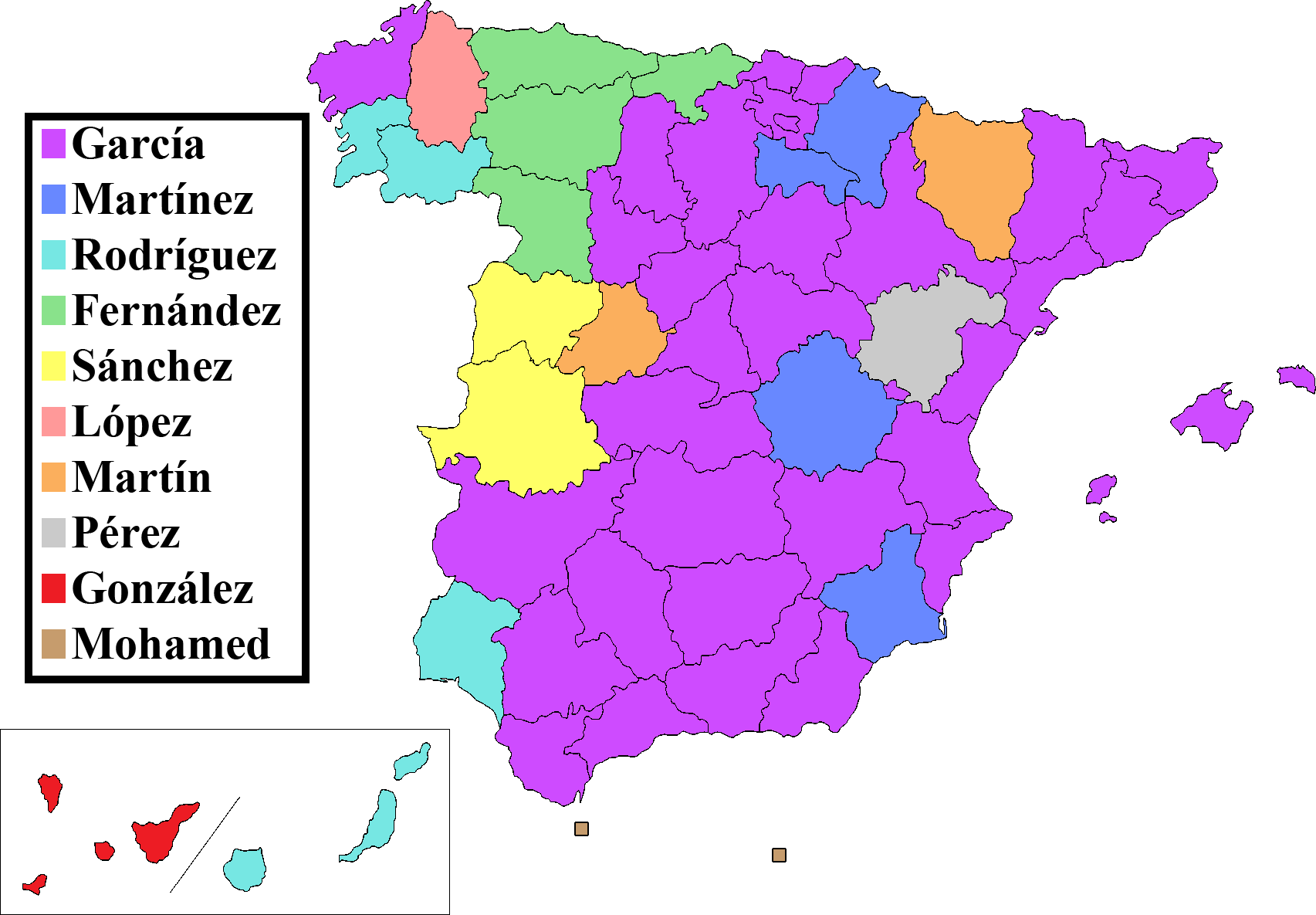
Die meistverbreiteten Familiennamen in Spanien

In Spanien ist González nach García der zweithäufigste Nachname; mehr als 920.000 Einwohner tragen den Namen an erster Stelle in ihrem zusammengesetzten Nachnamen. In Mexiko steht der Name an fünfter Stelle der häufigsten Nachnamen des Landes; etwa zwei Millionen Mexikaner heißen mit Vatersnamen (erstem Nachnamen) González, mehr als zwei Millionen tragen den Namen an zweiter Stelle als Muttersnamen. In den USA steht der Name mit ca. 841.000 Trägern, von denen sich etwa 95 % als Hispanics identifizieren, an 13. Stelle der häufigsten Familiennamen und an 5. Stelle der populärsten hispanischen Nachnamen.
Weltweit steht González (einschließlich der Schreibvarianten Gonzalez und Gonzales) mit etwa zehn Millionen Namensträgern an sechster Position der häufigsten Familiennamen der Welt, knapp hinter García (über 10 Millionen, Platz 5) und vor Hernández (8 Millionen, Platz 7). In der Häufigkeitsstatistik führen diese spanischen Namen die Liste der westlichen Namen an, da die Plätze 1 bis 4 auf chinesische und vietnamesische Namen entfallen. González rangiert damit auch deutlich vor Smith (4 Millionen, Platz 8), Smirnow (2,5 Millionen, Platz 9) und Müller (1 Million, Platz 10).

## Namensträger

### A
- Abraham González (General) (1782–um 1838), argentinischer General und Politiker
- Abraham González (Bildhauer), mexikanischer Bildhauer
- Abraham González Casanova (* 1985), spanischer Fußballspieler
- Abraham González Casavantes (1864–1913), mexikanischer Revolutionär und Politiker
- Abraham González Uyeda (* 1966), mexikanischer Politiker
- Adelina González (* 1964), spanische Seglerin
- Adolfo González (Tennisspieler) (* 1952), mexikanischer Tennisspieler
- Adolfo González (Bogenschütze) (* 1962), mexikanischer Bogenschütze
- Adolfo González Montes (* 1946), spanischer Geistlicher, Bischof von Almería
- Adolfo González Saldaña (1928–1975), mexikanischer Fußballtorwart
- Adonis Gonzalez (* 1994), österreichischer Handballspieler
- Adrián González (Fußballspieler, 1976) (* 1976), argentinischer Fußballspieler
- Adrián González (Radsportler), (* 1988), kubanischer Radrennfahrer und Panamerikameister
- Adrián González (Baseballspieler) (* 1982), US-amerikanischer Baseballspieler
- Adrián González (Fußballspieler, 1988) (* 1988), spanischer Fußballspieler
- Adriana González (* 1991), guatemaltekische Opernsängerin (Sopran)
- Agustín González (Fußballspieler, 1900) (Escopeta; 1900–1985), mexikanischer Fußballspieler
- Agustín González (Schauspieler) (1930–2005), spanischer Schauspieler
- Agustín González (Fußballspieler, 1997) (* 1997), uruguayischer Fußballspieler
- Aitor González Jiménez (* 1975), spanischer Radrennfahrer
- Alberto González, Deckname von Ramiro Artieda (1889–1939), bolivianischer Serienmörder
- Alberto González (Schauspieler) (* 1954), spanischer Schauspieler
- Alberto González (Tennisspieler) (* 1987), panamaischer Tennisspieler
- Alberto González (Leichtathlet) (* 1998), spanischer Hammerwerfer
- Alberto González Gonzalito (1922–2003), paraguayischer Fußballspieler
- Alberto González Mas (* 1958), chilenischer Segler
- Alberto González Mindez (* 1996), guatemaltekischer Langstreckenläufer
- Alberto González Vergel (* 1922), spanischer Theater- und Fernsehregisseur
- Alberto González Viaggio (* 1972), argentinischer Fechter
- Alberto Mario González (1941–2023), argentinischer Fußballspieler
- Aldo Gonzalez (* 1974), US-amerikanischer Schauspieler
- Aldo González (* 1984), bolivianischer Leichtathlet
- Alegna González (* 1999), mexikanische Leichtathletin
- Alejandro González (Boxer) (* 1973), mexikanischer Boxer
- Alejandro González (Fußballspieler, 1977) (Alejandro Enrique González Pareja; * 1977), chilenischer Fußballspieler
- Alejandro González (Fußballspieler, 1988) (Alejandro Damián González Hernández; * 1988), uruguayischer Fußballspieler
- Alejandro González (Tennisspieler) (* 1989), kolumbianischer Tennisspieler
- Alejandro González junior (1993–2016), mexikanischer Boxer
- Alejandro González Iñárritu (* 1963), mexikanischer Filmregisseur
- Alejandro González Rojas (* 1955), costa-ricanischer Fußballspieler
- Alejandro González Ruig (1907–??), uruguayischer Basketballspieler
- Alex Gonzalez (Alexandre Gonzalez; * 1951), französischer Leichtathlet
- Alex González Laureano (* 1974), puerto-ricanischer Boxer
- Alexander González (Fußballtrainer) (* 1973), kubanischer Fußballtrainer
- Alexander González (Boxer) (* 1974), puerto-ricanischer Boxer
- Alexander González (Radsportler) (* 1979), kolumbianischer Radrennfahrer
- Alexander González (Fußballspieler) (* 1992), venezolanischer Fußballspieler
- Alexis González (* 1981), argentinischer Volleyballspieler
- Alfonso González (Fußballspieler, I), spanischer Fußballspieler
- Alfonso González (Leichtathlet) (1910–??), mexikanischer Hürdenläufer
- Alfonso González (Ringer) (* 1945), panamaischer Ringer
- Alfonso González (Tennisspieler), mexikanischer Tennisspieler
- Alfonso González (Fußballspieler, 1994) (* 1994), mexikanischer Fußballspieler
- Alfonso González (Fußballspieler, 1999) (* 1999), spanischer Fußballspieler
- Alfonso González Archundía (* 1934), mexikanischer Fußballschiedsrichter
- Alfonso González Mora (* 1964), venezolanischer Tennisspieler
- Alfonso González Nieto, eigentlicher Name von Fonsi Nieto (* 1978), spanischer Motorradrennfahrer
- Alfredo González (Fußballspieler, 1915) (* 1915), argentinischer Fußballspieler und -trainer
- Alfredo González (Sportschütze) (* 1941), kolumbianischer Sportschütze
- Alfredo González Flores (1877–1962), costa-ricanischer Politiker, Präsident von 1914 bis 1917
- Alfredo González-Ruibal (* 1976), spanischer Archäologe und Historiker
- Alfredo González Tahuilán (* 1980), mexikanischer Fußballspieler
- Alfredo del Mazo González (1943–2019), mexikanischer Politiker (PRI)
- Alfredo Méndez-Gonzalez (1907–1995), US-amerikanischer Geistlicher, Bischof von Arecibo
- Alison González (* 2002), mexikanische Fußballspielerin
- Álvaro González (Fußballspieler, 1973) (* 1973), uruguayischer Fußballspieler
- Álvaro González (Fußballspieler, 1984) (* 1984), uruguayischer Fußballspieler
- Álvaro González (Fußballspieler, 1990) (* 1990), spanischer Fußballspieler
- Álvaro González Alcaraz (* 1974), spanischer Fußballspieler
- Álvaro González de Galdeano (* 1970), spanischer Radrennfahrer
- Amadeu González Ferreiros (1911–1995), spanisch-brasilianischer Ordensgeistlicher, Prälat von São Raimundo Nonato
- Amalia González Caballero de Castillo Ledón (1898–1986), mexikanische Politikerin und Autorin
- Amanda González (* 1979), spanische Hockeyspielerin
- Américo González (1925–1970), uruguayischer Moderner Fünfkämpfer
- Ana Gonzalez (Schlagersängerin), Schlagersängerin
- Ana González (Taekwondoin), uruguayische Taekwondoin
- Ana Isabella González (* 2005), salvadorianische Leichtathletin
- Ana María González (Sängerin, 1920) (1920–1983), mexikanische Sängerin
- Ana María González (Sängerin, 1951) (* 1951), spanische Sängerin (Sopran) und Musikpädagogin
- Ana María González (Schwimmerin) (* 1976), kubanische Schwimmerin
- Anabel González (* 1963), costa-ricanische Diplomatin, Ministerin und ehemalige stellvertretende Generaldirektorin der Welthandelsorganisation (WTO)
- Andreé González (* 1975), venezolanischer Fußballspieler
- Andrés González (Bischof) (1634–1709), spanischer Geistlicher, Bischof von Cáceres
- Andrés González (Turner) (Andrés González Navas; * 1945), kubanischer Turner
- Andrés González (Fußballspieler, 1968) (* 1968), peruanischer Fußballspieler
- Andrés González (Fußballspieler, 1984) (* 1984), kolumbianischer Fußballspieler
- Andrés González (Politiker), kolumbianischer Politiker
- Andrés José González (* 1989), argentinischer Schwimmer
- Andy González (Musiker) (Andrew González; 1951–2020), amerikanischer Jazzbassist
- Andy González (Leichtathlet) (Andy González Núñez; * 1987), kubanischer Mittelstreckenläufer
- Ángel González (Dichter) (1925–2008), spanischer Dichter
- Ángel González (Fußballspieler, 1958) (* 1958), spanischer Fußballspieler
- Ángel González (Fußballspieler, 2003) (* 2003), paraguayischer Fußballspieler
- Ángel Martín González (* 1953), spanischer Schachspieler
- Ángel Pastrana González (* 1972), spanischer Biathlet und Skilangläufer
- Ángel Yuri González Quintero, eigentlicher Name von Samuray Kuba (* 1985), kubanischer Musiker
- Ángeles González-Sinde (* 1965), spanische Regisseurin und Drehbuchautorin
- Angie González (* 1981), venezolanische Radrennfahrerin
- Aníbal González (Architekt) (Aníbal González Álvarez-Ossorio; 1876–1929), spanischer Architekt
- Aníbal González (Fußballspieler) (Aníbal González Espinoza; * 1963), chilenischer Fußballspieler
- Anna Duque y González de Durana (* 1976), deutsch-spanische Kunsthistorikerin
- Anthony Gonzalez (* 1984), US-amerikanischer American-Football-Spieler und Politiker
- Antonio Gonzalez (Heiliger) († 1637), Thomasianer, Märtyrer und Heiliger
- Antonio González (Fußballspieler, 1936) (* 1936), paraguayischer Fußballspieler
- Antonio González (Leichtathlet) (* 1956), kubanischer Speerwerfer
- Antonio González Álvarez (Chuzo; * 1940), spanischer Fußballspieler
- Antonio González de Balcarce (1774–1819), argentinischer Politiker, Präsident 1816
- Antonio González Batista (El Pescaílla; 1926–1999), spanischer Gitarrist und Sänger
- Antonio González Canchari (* 1986), peruanischer Fußballspieler
- Antonio González González (Politiker) (1792–1876), spanischer Politiker
- Antonio González González (Chemiker) (1917–2002), spanischer Chemiker
- Antonio González González (Fußballspieler) (Chochi González; * 1947), spanischer Fußballspieler
- Antonio González Hernández (* 1966), mexikanischer Fußballspieler
- Antonio González Izquierdo (* 1969), spanischer Hockeyspieler
- Antonio González Sánchez (* 1947), mexikanischer Geistlicher, Bischof von Ciudad Victoria
- Antonio González Velázquez (1723–1793), spanischer Maler
- Antonio González Zumárraga (1925–2008), ecuadorianischer Geistlicher, Erzbischof von Quito
- Antonio Camilo González (* 1938), dominikanischer Geistlicher, Bischof von La Vega
- Araceli González (* 1967), argentinische Filmschauspielerin, Model und Moderatorin
- Arancha González Laya (* 1969), spanische Politikerin
- Arístides González (* 1961), puerto-ricanischer Boxer
- Armando González (Fußballspieler, I), paraguayischer Fußballspieler
- Armando González (Geher), argentinischer Geher
- Armando González (Ruderer) (1931–2022), spanischer Ruderer
- Armando González (Marathonläufer) (* 1940), uruguayischer Marathonläufer
- Armando González (Fußballspieler, 1968) (* 1968), mexikanischer Fußballspieler
- Armando González (Fußballspieler, 2003) (* 2003), mexikanischer Fußballspieler
- Armando Alfonso González (1910–??), mexikanischer Hürdenläufer
- Arnaldo Drés González (* 1986), venezolanischer Künstler und Designer
- Arnoldo González, mexikanischer Fußballspieler
- Arturo González Sánchez (* 1936), mexikanischer Diplomat
- Asley González (* 1989), kubanischer Judoka
- Aurelio González (Fußballspieler, 1905) (1905–1997), paraguayischer Fußballspieler und -trainer
- Aurelio González (Fußballspieler, I), chilenischer Fußballspieler
- Aurelio González (Boxer) (* 1939), argentinischer Boxer
- Aurelio González Puente (* 1940), spanischer Radsportler
- Avelino J. Gonzalez (* um 1950), US-amerikanischer Elektroingenieur und Hochschullehrer

### B
- Barbara González (* 1985), spanische Rhythmische Sportgymnastin
- Bartolomé Martínez González (1860–1936), nicaraguanischer Politiker, Präsident 1923 bis 1925
- Beatriz González (* 1938), kolumbianische Malerin
- Beatriz González (Padelspielerin) (* 2001), spanische Padelspielerin
- Benito Gonzalez (* ≈1975), US-amerikanischer Jazzmusiker
- Benjamín González (1958–2011), spanischer Leichtathlet
- Berna González Harbour (* 1965), spanische Journalistin und Schriftstellerin
- Bernal González Acosta (* 1973), costa-ricanischer Schachspieler
- Bernardino González Vázquez (* 1966), spanischer Fußballschiedsrichter
- Bernardo González (1969–2000), spanischer Radrennfahrer
- Betulio González (* 1949), venezolanischer Boxer
- Boris González (* 1980), chilenischer Fußballspieler
- Bryan González (Fußballspieler, Februar 2003) (Bryan David González Guzmán, * 2003), chilenischer Fußballspieler
- Bryan González (Fußballspieler, April 2003) (Bryan Alonso González Oliván, * 2003), mexikanischer Fußballspieler

### C
- Cândido Lorenzo González (1925–2019), brasilianischer Geistlicher, Bischof von São Raimundo Nonato
- Carlos González (Basketballspieler) (* 1930), uruguayischer Basketballspieler
- Carlos González (Schauspieler), Schauspieler und Drehbuchautor
- Carlos González (Badminton), spanischer Badmintonspieler
- Carlos González (Schwimmer) (* 1955), panamaischer Schwimmer
- Carlos González (Musiker) (Sir Charles; * 1955), spanischer Jazzmusiker
- Carlos González (Leichtathlet), uruguayischer Leichtathlet
- Carlos González (Eisläufer), uruguayischer Eisläufer
- Carlos González (Fußballspieler, 1969) (* 1969), peruanischer Fußballspieler
- Carlos González (Boxer) (* 1972), mexikanischer Boxer
- Carlos González (Kameramann), venezolanischer Kameramann, Regisseur und Produzent
- Carlos González (Schiedsrichter) (* 1982), guatemaltekischer Fußballschiedsrichter
- Carlos González (Fußballspieler, 1993) (* 1993), paraguayischer Fußballspieler
- Carlos González (Fußballspieler, 1994) (* 1994), chilenischer Fußballspieler
- Carlos González Cabrera (1935–2017), mexikanischer Fußballspieler
- Carlos González Cruchaga (1921–2008), chilenischer Geistlicher, Bischof von Talca
- Carlos González Espínola (* 1993), paraguayischer Fußballspieler
- Carlos González Fernández (* 1976), paraguayischer Fußballspieler
- Carlos González Ferrer (* 1959), mexikanischer Boxer
- Carlos González Gallo (* 1930), uruguayischer Basketballspieler
- Carlos González Parrodi (* 1923), mexikanischer Diplomat
- Carlos Alberto González, uruguayischer Fußballspieler
- Carlos Alcides González (* 1963), argentinischer Fußballspieler und -trainer
- Carlos Alonso González (* 1952), spanischer Fußballspieler, siehe Santillana (Fußballspieler)
- Carlos Bernardo González Pecotche (Raumsol; 1901–1963), argentinischer Schriftsteller und Logosoph
- Carlos Eduardo González (CarGo; * 1985), venezolanischer Baseballspieler
- Carlos Hank González (1927–2001), mexikanischer Geschäftsmann und Politiker
- Carlos Humberto González (* 1977), mexikanischer Fußballspieler und -trainer
- Carlos Merino González (* 1980), spanischer Fußballspieler
- Carlos Peña González (* 1959), chilenischer Rechtswissenschaftler und Hochschullehrer
- Carmelo González (* 1983), spanischer Fußballspieler
- Carolina González, chilenische Fußballschiedsrichterin
- Casimiro Morcillo González (1904–1971), spanischer Geistlicher, Erzbischof von Madrid
- Celestino González (* 1926), chilenischer Boxer
- Celina González (1929–2015), kubanische Sängerin
- Celio González (1924–2004), kubanischer Sänger
- Celso González, paraguayischer Fußballspieler
- César González (Fechter) (César González Llorens; * 1965), spanischer Fechter
- Cesar Gonzalez (Schauspieler) (* 1968), mexikanischer Schauspieler
- César González (Bobfahrer) (* 1982), niederländischer Bobfahrer
- César González Martínez (1904–1984), venezolanischer Jurist, Politiker und Diplomat
- César González Navas (* 1980), spanischer Fußballspieler, siehe César Navas
- César Alexander González (* 1990), venezolanischer Fußballspieler
- César Eduardo González (* 1982), venezolanischer Fußballspieler
- César Enrique Román González (* 1930), ecuadorianischer Diplomat
- César Héctor González (1926–2016), französischer Fußballspieler und -trainer, siehe Pancho Gonzalez (Fußballspieler)
- Cesáreo González (1903–1968), spanischer Filmproduzent
- Charlie Gonzalez (* 1945), US-amerikanischer Politiker
- Cheíto González (1935–1962), puerto-ricanischer Sänger, Gitarrist und Komponist
- Christian Gonzalez (* 2002), US-amerikanischer American-Football-Spieler
- Christopher González (1943–2008), puertoricanisch-jamaikanischer Bildhauer und Maler
- Christopher Gonzalez (Fußballspieler, 1990) (* 1990), Fußballspieler der Amerikanischen Jungferninseln
- Clara González (1900–??), panamaische Politikerin, Autorin und Rechtsanwältin
- Cleto González Víquez (1858–1937), costa-ricanischer Politiker, Präsident 1906 bis 1910 und 1928 bis 1932
- Consuelo González (* 1950), kolumbianische Politikerin
- Cristián González (Fußballspieler, 1940) (Cristián González Camus; 1940–2020), chilenischer Fußballspieler
- Cristian González (Fußballspieler, 1976) (Cristian Mario González Aidinovich; * 1976), uruguayischer Fußballspieler
- Cristian González (Fußballspieler, 1996) (* 1996), uruguayischer Fußballspieler
- Cristian González (Rugbyspieler), chilenischer Rugbyspieler
- Cristian Alberto González Peret (* 1974), argentinischer Fußballspieler, siehe Kily González
- Cristian Hidalgo González (* 1983), spanischer Fußballspieler, siehe Cristian Hidalgo
- Cristina González Narea (* 1962), chilenische Cantautora, siehe Cristina Narea
- Cristo Ramón González Pérez (* 1997), spanischer Fußballspieler, siehe Cristo (Fußballspieler)
- Cynthia González (* 1992), mexikanische Badmintonspielerin

### D
- Damián González (* 1993), uruguayischer Fußballspieler
- Daniel González (Fußballspieler, 1953) (1953–1985), uruguayischer Fußballspieler
- Daniel González (Fußballspieler, 1984) (* 1984), chilenischer Fußballspieler
- Daniel González (Tischtennisspieler) (* 1993), puerto-ricanischer Tischtennisspieler
- Daniel González Orellana (* 2002), chilenischer Fußballspieler
- Dany González (* 1985), uruguayischer Fußballspieler
- David González (Fußballspieler, 1974) (* 1974), paraguayischer Fußballspieler
- David Gonzalez (Handballspieler) (* 1974), australischer Handballspieler
- David González (Fußballspieler, 1977) (* 1977), schweizerisch-spanischer Fußballspieler und -trainer
- David González (Fußballspieler, 1981) (Francisco David González Borges; * 1981), spanischer Fußballspieler
- David González (Fußballspieler, 1982) (* 1982), kolumbianischer Fußballtorhüter
- David González (Fußballtrainer, 1985) (David González Sanz; * 1985), spanischer Fußballtrainer
- David González (Fußballspieler, März 1986) (* 1986), kolumbianischer Fußballtorhüter
- David González (Fußballspieler, November 1986) (* 1986), schweizerisch-spanischer Fußballtorhüter
- David González (Tennisspieler) (* 1987), ecuadorianischer Tennisspieler
- David González (Fußballspieler, 1990) (David González Díaz; * 1990), spanischer Fußballspieler
- David González (Skateboarder) (* 1990), kolumbianischer Skateboarder
- David González Paz (* 1997), spanischer Fußballspieler
- David González (Fußballspieler, 2003) (* 2003), argentinischer Fußballspieler
- David González (Leichtathlet) (* 2003), spanischer Hochspringer
- Dayramir González (* 1983), kubanischer Jazzmusiker
- Delia González de Reufels (* 1968), deutsche Neuzeithistorikerin und Hochschullehrerin
- Dennis González (1954–2022), US-amerikanischer Jazzmusiker
- Derlis González (* 1994), paraguayischer Fußballspieler
- Diana González Barrera (1993–2019), mexikanische Fußballspielerin
- Diego González (Fußballspieler, 1986) (* 1986), chilenischer Fußballspieler
- Diego González (Fußballspieler, 1988) (* 1988), argentinischer Fußballspieler
- Diego González (Fußballspieler, 1996) (* 1996), uruguayischer Fußballspieler
- Diego González (Fußballspieler, 1997) (* 1997), uruguayischer Fußballspieler
- Diego González (Leichtathlet) (* 2003), puerto-ricanischer Leichtathlet
- Diego González Boneta (* 1990), mexikanischer Schauspieler und Sänger, siehe Diego Boneta
- Diego González Holguín (um 1560–um 1629), spanisch-peruanischer Ordensgeistlicher und Sprachwissenschaftler
- Diego González Montero (1588–1673), chilenisch-spanischer Offizier
- Diego González Polanco (* 1995), spanischer Fußballspieler
- Domingo González (Fußballspieler) (1951–1979), kolumbianischer Fußballspieler
- Domingo González (Filmemacher) (* 1965), spanischer Filmemacher
- Domingo González (Radsportler) (* 1970), mexikanischer Radrennfahrer
- Domingo Bárcenas González (1927–2000), spanischer Basketballspieler und Handballspieler, -trainer und -funktionär
- Domingo Santa María González (1825–1889), chilenischer Politiker, Präsident 1881 bis 1886
- Dominique Gonzalez-Foerster (* 1965), französische Konzeptkünstlerin
- Donaciano González Gómez (* 1920), mexikanischer Diplomat
- Donaldo González (* 1971), panamaischer Fußballtorhüter
- Driulis González (* 1973), kubanische Judoka

### E
- Eddy González González (* 1981), kubanischer Tennisspieler
- Edgar González (Fußballspieler, 1979) (Edgar Daniel González Brítez * 1979), paraguayischer Fußballspieler
- Edgar González (Fußballspieler, 1997) (Edgar González Estrada; * 1997), spanischer Fußballspieler
- Edgardo González (1936–2007), uruguayischer Fußballspieler
- Edgardo González Niño (1926–2002), venezolanischer Abenteurer
- Edith González (1964–2019), mexikanische Schauspielerin und Tänzerin
- Edmundo González (* 1949), venezolanischer Diplomat, Politiker und Analyst
- Eduardo González (Schwimmer) (* 1974), puerto-ricanischer Schwimmer
- Eduardo González (Soziologe), peruanischer Soziologe
- Eduardo González Palmer (1934–2022), mexikanischer Fußballspieler
- Eduardo González Valiño (Chacho; 1911–1979), spanischer Fußballspieler und -trainer
- Eduardo Aníbal González (* 1974), mexikanischer Wrestler, siehe Juventud Guerrera
- Eduardo Barrón González (1858–1911), spanischer Bildhauer
- Edwin González (Fußballspieler, 1977) (Edwin González Valenzuela; * 1977), salvadorianischer Fußballspieler
- Edwin González (Fußballspieler, 1982) (Edwin Rafael González Ávalos; * 1982), guatemaltekischer Fußballspieler
- Efraín González Téllez (1933–1965), kolumbianischer Bandolero
- Eiza González (* 1990), mexikanische Sängerin und Schauspielerin
- Elián González (* 1993), kubanischer Flüchtling
- Eliana González (* 1969), peruanische Tischtennisspielerin
- Elías Antonio Saca González (* 1964), salvadorianischer Unternehmer und Politiker, Präsident 2004 bis 2009, siehe Antonio Saca
- Elkin González (* 1980), honduranischer Fußballspieler
- Ellenie Salvo González (* 1979), deutsche Schauspielerin
- Elvis González (* 1982), kolumbianischer Fußballspieler
- Emanuel González (* 1996), uruguayischer Fußballspieler
- Emeterio González (* 1973), kubanischer Speerwerfer
- Emiliano González (* 1969), andorranischer Fußballspieler
- Emilio Botero González (1884–1961), kolumbianischer römisch-katholischer Geistlicher, Bischof von Pasto
- Emma González (* 1999), Geburtsname von X González, amerikanische Aktivistin und Überlebende eines Amoklaufs
- Enrique González (Fußballspieler, I), chilenischer Fußballspieler
- Enrique González (Boxer) (* 1945), chilenischer Boxer
- Enrique González (Reiter) (* 1964), mexikanischer Reiter
- Enrique González Herrera (* 1933), spanischer Fechter
- Enrique González López, argentinischer Fußballspieler
- Enrique González Mántici (1912–1974), kubanischer Dirigent, Violinist und Komponist
- Enrique González Martínez (1871–1952), mexikanischer Schriftsteller, Hochschullehrer und Diplomat
- Enrique González Tuñón (1901–1943), argentinischer Schriftsteller
- Enrique Carbajal González (Pseudonym Sebastián; * 1947), mexikanischer Bildhauer, Maler und Designer
- Enrique Oscar González (* 1967), argentinischer Tischtennisspieler
- Enrique P. González (1896–??), argentinischer Oberst
- Enrique Sánchez González (* 1958), mexikanischer Ordensgeistlicher
- Enso González (* 2005), paraguayischer Fußballspieler
- Erick González (* 1976), panamaischer Fußballspieler
- Erika González (* 1972), mexikanische Schwimmerin
- Ernesto González (* 1957), nicaraguanischer Boxer
- Esteban González (Fußballspieler, 1962) (Esteban Fernando González Sánchez; * 1962), argentinischer Fußballspieler
- Esteban González (Fußballspieler, 1991) (Esteban Ricardo González Maciel; * 1991), uruguayischer Fußballspieler
- Esteban González Pons (* 1964), spanischer Politiker
- Esteban Nicolás González (* 1978), argentinischer Fußballspieler
- Esther González (* 1992), spanische Fußballspielerin
- Ethyan González (* 2002), spanischer Fußballspieler
- Eulises González Sánchez (* 1938), kolumbianischer Geistlicher, Apostolischer Vikar von San Andrés y Providencia
- Eusebio Antonio de Icaza González (* 1948), mexikanischer Diplomat
- Eva González (* 1980), spanische Schauspielerin
- Eva González (Fußballspielerin) (* 1987), argentinische Fußballspielerin
- Evelio González (* 1952), kubanischer Fechter
- Everardo González, mexikanischer Filmregisseur, Produzent und Kameramann
- Ezequiel González (* 1980), argentinischer Fußballspieler

### F
- Fabián González Balsa (* 1968), argentinischer Geistlicher und Weihbischof in Río Gallegos
- Fabián Andrés González Lasso (* 1992), kolumbianischer Fußballspieler
- Fabio González-Zuleta (1920–2011), kolumbianischer Komponist, Musikpädagoge und Organist
- Fabrizio González, uruguayischer Pokerspieler
- Facundo González (* 2003), uruguayischer Fußballspieler
- Faustino González Cueva († 2010), spanischer Unternehmer
- Federico González (Politiker) (* 1968), paraguayischer Politiker
- Federico González (Taekwondoin), uruguayischer Taekwondoin
- Federico González (Leichtathlet) (* 1998), mexikanischer Geher
- Federico González Obregón (1913–1986), mexikanischer Unternehmer und Fußballfunktionär
- Federico González Suárez (1844–1917), ecuadorianischer Historiker und Geistlicher, Erzbischof von Quito
- Feliciano González Ascanio (1921–1986), venezolanischer römisch-katholischer Geistlicher, Bischof von Maracay
- Felipe González (* 1942), spanischer Politiker
- Felipe González González (* 1944), spanischer Ordensgeistlicher, Apostolischer Vikar von Tucupita
- Felipe de Jesús Cueto González (1904–1983), mexikanischer Ordensgeistlicher, Bischof von Tlalnepantla
- Felipe González Morales, chilenischer Rechtswissenschaftler und Menschenrechtsexperte
- Félix González-Torres (1957–1996), kubanischer Künstler
- Fermín González (* 1999), bolivianischer Mittelstreckenläufer
- Fernán González († 970), erster von León unabhängiger Graf Kastiliens
- Fernanda González (* 1990), mexikanische Schwimmerin
- Fernando González (Schwimmer) (* 1950), ecuadorianischer Schwimmer
- Fernando González (* 1980), chilenischer Tennisspieler
- Fernando González (Fußballspieler, 1986) (* 1986), mexikanischer Fußballspieler
- Fernando González Gortázar (1942–2022), mexikanischer Architekt und Bildhauer
- Fernando González Llort (* 1963), kubanischer Spion, siehe Miami Five
- Fernando González Pérez (* 1969), spanischer Judoka
- Fernando González Valenciaga (1921–1988), spanischer Fußballspieler, siehe Nando González
- Fernando Rubén González (* 1994), mexikanischer Fußballspieler
- Fidel González (1899–??), spanischer Fechter
- Fran González (Fußballspieler, 2005) (* 2005), spanischer Fußballtorhüter
- Francia González (* 1986), mexikanische Fußballschiedsrichterin
- Francis Gonzalez (* 1952), französischer Leichtathlet
- Francisco González (Entdeckungsreisender), spanischer Entdeckungsreisender
- Francisco González (Rennfahrer) (1913–2007), spanischer Motorradrennfahrer
- Francisco González (Tennisspieler) (* 1955), paraguayischer Tennisspieler
- Francisco González (Fußballspieler, 1977) (* 1977), guatemaltekischer Fußballspieler
- Francisco González (Fußballspieler, 2001) (* 2001), argentinischer Fußballspieler
- Francisco González Badía (1893–??), spanischer Fechter
- Francisco González Bocanegra (1824–1861),  mexikanischer Lyriker
- Francisco González Díaz (* 1966), mexikanischer Diplomat
- Francisco González Hernández (* 1952), spanischer Ordensgeistlicher, Apostolischer Vikar von Puerto Maldonado
- Francisco González Ledesma († 2015), spanischer Schriftsteller
- Francisco González Paul, mexikanischer Unternehmer und Fußballfunktionär
- Francisco González Ramos (* 1958), mexikanischer Geistlicher, Bischof von Izcalli
- Francisco González Rodríguez (* 1944), spanischer Bankier
- Francisco González Suaste (Leichtathlet), mexikanischer Hammerwerfer
- Francisco González Suaste (Volleyballspieler) (* 1947), mexikanischer Volleyballspieler
- Francisco González Valer (1939–2024), spanischer Geistlicher, Weihbischof in Washington
- Francisco Pérez González (Unternehmer) (um 1926–2010), argentinischer Herausgeber und Medienunternehmer
- Francisco Pérez González (Erzbischof) (* 1947), spanischer Geistlicher, Erzbischof von Pamplona y Tudela
- Francisco Javier González (Francisco Javier González Pérez; * 1969), spanischer Fußballspieler
- Francisco Javier González Muñoz (* 1989), spanischer Fußballspieler
- Francisco Javier Aguilar González (1895–1972), mexikanischer Diplomat
- Francisco María González y Arias (1874–1946), mexikanischer Geistlicher, Bischof von Cuernavaca
- Franco González, uruguayischer Sportschütze
- Freddy Gonzalez (* 1978), philippinischer Fußballspieler
- Freddy González (* 1977), venezolanischer Langstreckenläufer
- Fredi González (* 1964), kubanisch-US-amerikanischer Baseballspieler und -trainer
- Fredy González (* 1975), kolumbianischer Radrennfahrer
- Fredy González (Fußballspieler) (* 1977), salvadorianischer Fußballspieler

### G
- Gabriel González (Schiedsrichter) (* 1942), paraguayischer Fußballschiedsrichter
- Gabriel González (Fußballspieler, 1961) (* 1961), paraguayischer Fußballspieler
- Gabriel González (Fußballspieler, 1988) (* 1988), mexikanischer Fußballspieler
- Gabriel González Videla (1898–1980), chilenischer Politiker
- Gabriela González (* 1965), argentinisch-US-amerikanische Physikerin
- Galo González Díaz (1894–1958), chilenischer Politiker und Gewerkschafter
- Gastón González (* 1995), spanischer Eishockeyspieler
- Gerardo González (Sportschütze) (* 1932), kolumbianischer Sportschütze
- Gerardo González (Fußballspieler, 1953) (Gerardo González Aquino; * 1953), paraguayischer Fußballspieler und -trainer
- Gerardo González (Fußballspieler, 1959) (Gerardo Manuel González; * 1959), argentinischer Fußballspieler
- Gerardo González (Fußballspieler, 1966) (* 1966), mexikanischer Fußballspieler und -trainer
- Gerardo González de Vega (* 1952), spanischer Schriftsteller und Journalist
- Gerardo Ceballos González (* 1958), mexikanischer Biologe, siehe Gerardo Ceballos
- Geremi González (1975–2008), venezolanischer Baseballspieler
- German González (* 1947), kolumbianischer Fußballspieler
- Giancarlo González (* 1988), costa-ricanischer Fußballspieler
- Giant González (1966–2010), argentinischer Wrestler und Basketballspieler
- Gilberto González (* 1970), venezolanischer Triathlet
- Gio González (* 1985), US-amerikanischer Baseballspieler
- Giovanni González (* 1994), uruguayischer Fußballspieler
- Glenda Gonzalez Bassi (* 1968), Schweizer Politikerin (SP)
- Gonzalo González (* 1993), uruguayischer Fußballspieler
- Gorka González (* 1977), spanischer Radrennfahrer
- Grimaldo González (1922–2007), peruanischer Fußballspieler und -trainer
- Griselda González (* 1965), argentinisch-spanische Leichtathletin
- Guillermo González (Pianist) (* 1945), spanischer Pianist
- Guillermo González (Leichtathlet) (Guillermo González Zayas; * 1950), puerto-ricanischer Leichtathlet
- Guillermo Gonzalez (Astrophysiker) (* 1963), kubanischer Astrophysiker
- Guillermo González Arenas (1923–2016), kolumbianischer Komponist und Dirigent
- Guillermo González Bastias (1912–??), chilenischer Mathematiker
- Guillermo González Calderoni (1949–2003), mexikanischer Polizeibeamter
- Guillermo González Camarena (1917–1965), mexikanischer Erfinder
- Guillermo González Gilbey (1926–1987), spanischer Geschäftsmann
- Guillermo González del Río García (Campanal I; 1912–1984), spanischer Fußballspieler
- Guillermo González Ruiz (* 1937), argentinischer Architekt
- Guillermo González Sánchez (1900–1970), dominikanischer Architekt
- Guillermo González Zuleta (1916–1995), kolumbianischer Ingenieur und Hochschullehrer
- Guillermo Alberto González Mosquera (1941–2021), kolumbianischer Politiker
- Guillermo Ranzahuer González (1928–2008), mexikanischer Geistlicher, Bischof von San Andrés Tuxtla
- Gustavo González (Schwimmer) (Gustavo Oscar González; * 1953), argentinischer Schwimmer
- Gustavo González (Fußballspieler, 1964) (* 1964), peruanischer Fußballspieler
- Gustavo González (Fußballspieler, 1966) (* 1966), argentinischer Fußballspieler

### H
- Hamblin González, nicaraguanischer Radrennfahrer
- Heberth González (* 1958), kolumbianischer Fußballspieler
- Héctor González (Fußballspieler, 1937) (Héctor González Garzón; 1937–2015), kolumbianischer Fußballspieler
- Héctor González (Fußballspieler, 1972) (Héctor Manuel González Ortíz; * 1972), ecuadorianischer Fußballspieler
- Héctor González (Fußballspieler, 1977) (* 1977), venezolanischer Fußballspieler
- Héctor González Baeza (* 1986), baskischer Radrennfahrer
- Héctor González Martínez (* 1939), mexikanischer Geistlicher, Erzbischof von Durango
- Henry B. Gonzalez (1916–2000), US-amerikanischer Politiker
- Heriberto González (* 1959), kubanischer Fechter
- Hilario González (1920–1999), kubanischer Komponist, Pianist, Musikpädagoge und -wissenschaftler
- Hilario González García (* 1965), mexikanischer Geistlicher, Bischof von Saltillo
- Hilda González de Duhalde (* 1946), argentinische Politikerin
- Hugo González (Fußballspieler, 1963) (* 1963), chilenischer Fußballspieler
- Hugo González (Schwimmer) (* 1999), spanischer Schwimmer
- Hugo González (Rugbyspieler) (* 2005), spanischer Rugby-Union-Spieler
- Hugo González (Basketballspieler) (* 2006), spanischer Basketballspieler
- Hugo González Durán (* 1990), mexikanischer Fußballtorhüter
- Humberly González (* 1992), kanadische Schauspielerin
- Humberto González (Boxer) (* 1966), mexikanischer Boxer
- Humberto González (Fußballspieler) (* 1970), mexikanischer Fußballspieler

### I
- Ibrahim González († 2013), US-amerikanischer Musiker und Rundfunkmoderator
- Ignacio González (Fußballspieler, 1944) (* 1944), guatemaltekischer Fußballspieler
- Ignacio González (Fechter) (Ignacio González Rimont; * 1970), kubanischer Fechter
- Ignacio González (Fußballspieler, 1989) (* 1989), chilenischer Fußballspieler
- Ignacio González (Fußballspieler, 1993) (* 1993), uruguayischer Fußballspieler
- Ignacio González Barón (* 1983), uruguayischer Fußballspieler
- Ignacio González González (* 1960), spanischer Politiker (PP)
- Ignacio María González (Politiker) (1838–1915), dominikanischer Politiker, Präsident 1874 bis 1876
- Ignacio María González (Fußballspieler) (* 1982), uruguayischer Fußballspieler
- Igor González de Galdeano (* 1973), spanischer Radrennfahrer
- Ingladini González (* 1965), kolumbianische Leichtathletin
- Inmaculada González (* 1970), spanische Volleyballspielerin
- Irene González (* 1996), spanische Wasserballspielerin
- Irma Elsa Gonzalez (* 1948), US-amerikanische Juristin
- Isidro González (1907–??), spanischer Fechter
- Israel González (* 1975), spanischer Basketballtrainer
- Iván González (* 1988), spanischer Fußballspieler
- Iván Darío González (* 1987), kolumbianischer Langstreckenläufer

### J
- Jacinto González (* 1941), kubanischer Basketballspieler
- Jaffet González (* 1977), panamaischer Fußballspieler
- Jaime González (Sportschütze) (1933–2011), spanischer Sportschütze
- Jaime González (Fußballspieler, 1938) (1938–1985), kolumbianischer Fußballspieler
- Jaime González (Fußballspieler, 1977) (* 1977), chilenischer Fußballspieler
- Jaime Cristóbal Abril González (* 1972), kolumbianischer Geistlicher, Bischof von Arauca
- Javier González (Fußballspieler, März 1974) (Javi González; * 1974), spanischer Fußballspieler
- Javier González (Fußballspieler, August 1974) (Javier Alejandro González; * 1974), guatemaltekischer Fußballspieler
- Javier González (Radsportler) (* 1979), kolumbianischer Radrennfahrer
- Javier González (Fußballspieler, Februar 1988) (* 1988), venezolanischer Fußballspieler
- Javier González (Fußballspieler, Juni 1988) (* 1988), panamaischer Fußballspieler
- Javier González (Rennfahrer) (* 2000), mexikanischer Automobilrennfahrer
- Javier González-Olaechea (* 1958), peruanischer Politikwissenschaftler, Diplomat und Politiker
- Javier González Ramos (* 1949), kubanischer Gewichtheber
- Javier González Teijón (* 1996), spanischer Handballtorwart
- Javier González Tupper (* 1988), venezolanischer Fußballspieler
- Javier Mercedes González (* 1979), paraguayischer Fußballspieler
- Jean-Michel Gonzalez (* 1967), französischer Rugby-Union-Spieler
- JC Gonzalez (Juan Camilo Gonzalez; * 1990), kolumbianischer Schauspieler und Singer-Songwriter
- Jennifer González (* 1990), chilenische Langstreckenläuferin
- Jenniffer González (* 1976), puerto-ricanisch-amerikanische Politikerin
- Jerry Gonzalez (1949–2018), US-amerikanischer Musiker
- Jersson González (* 1975), kolumbianischer Fußballspieler
- Jesse González (* 1995), mexikanischer Fußballspieler
- Jesús González (Schwimmer) (* 1974), mexikanischer Schwimmer
- Jesús González Álvarez (* 1974), spanischer Ruderer
- Jesús González Dávila (1940–2000), mexikanischer Schauspieler, Drehbuchautor und Regisseur
- Jesús González Guisande (* 1959), spanischer Ruderer
- Jesús González Ortega (Politiker) (1822–1881), Militär, Politiker und Gouverneur
- Jesús González Ortega (Botaniker) (1876–1936), mexikanischer Agraringenieur, Botaniker und Forschungsreisender
- Jesús González de Zárate Salas (* 1960), venezolanischer Geistlicher, Erzbischof von Valencia en Venezuela
- Jesús Rojas-Marcos González, spanischer Kunsthistoriker, Musiker und Musikwissenschaftler
- Jesús Fernández González (* 1955), spanischer Geistlicher, Bischof von Córdoba
- Jhon González (* 1971), kolumbianischer Radrennfahrer
- Jhonnier González (* 1982), kolumbianischer Fußballspieler
- Jhonny González (* 1981), mexikanischer Boxer
- João Gonzalez (* 1996), portugiesischer Filmregisseur
- Joaquín Victor González (1863–1923), argentinischer Politiker und Schriftsteller
- Joel González (* 1989), spanischer Taekwondoin
- Johannes González (um 1430–1479), spanischer Heiliger
- Jonathan González (Boxer) (* 1989), puerto-ricanischer Boxer
- Jonathan González (Fußballspieler, 1995) (* 1995), ecuadorianischer Fußballspieler
- Jonathan González (Fußballspieler, 1999) (* 1999), mexikanischer Fußballspieler
- Jonathan González (Fußballspieler, 2000) (* 2000), uruguayischer Fußballspieler
- Jonathan Sesma González (* 1978), spanischer Fußballspieler, siehe Jonathan Sesma
- Jorge González (Mittelstreckenläufer) (* 1945), spanischer Mittelstreckenläufer
- Jorge González (Schwimmer) (* 1949), puerto-ricanischer Schwimmer
- Jorge González (Marathonläufer) (* 1952), puerto-ricanischer Marathonläufer
- Jorge González (Fußballspieler, 1954) (* 1954), uruguayischer Fußballspieler
- Jorge González, bekannt als Mágico González (* 1958), salvadorianischer Fußballspieler
- Jorge González (Musiker) (* 1964), chilenischer Sänger und Bassist
- Jorge González, bekannt als Giant González (1966–2010), argentinischer Wrestler und Basketballspieler
- Jorge González (Model) (* 1967), kubanisch-deutscher Choreograf und Model
- Jorge González (Fußballspieler, 1992) (* 1992), uruguayischer Fußballspieler
- Jorge González (Pianist) (* 1994), kubanischer Pianist
- Jorge González Amo (* 1945), spanischer Leichtathlet
- Jorge González Bastías (1879–1950), chilenischer Lyriker
- Jorge González Buajasán (* 1994), kubanischer Pianist
- Jorge González Camarena (1908–1980), mexikanischer Künstler
- Jorge González Lejárraga (* 1981), spanischer Fußballspieler
- Jorge González Garay (* 1973), spanischer Fußballspieler
- Jorge González von Marées (1900–1962), chilenischer Politiker
- Jorge González Moral, bekannt als Jorge Pesca (* 1992), spanischer Fußballspieler
- Jorge González Reyna (1920–1969), mexikanischer Architekt
- Jorge González Rodríguez (* 1957), spanischer Sportschütze
- Jorge Daniel González Marquet (* 1988), paraguayischer Fußballspieler
- Jorge Esteban González (* 1966), argentinischer Geistlicher, Weihbischof in La Plata
- Jorge F. Gonzálaz (* 1972), puerto-ricanischer Tennisspieler
- Jorge Luis González (* 1964), kubanischer Boxer
- Jorge Luis González Rivera (* 1952), puerto-ricanischer Leichtathlet
- Jorge „Negro“ González († 2013), argentinischer Jazzbassist und Club-Betreiber
- Jorge Vargas González (* 1967), chilenische Politikerin und Sängerin
- José González (Plasencia), spanischer Bischof von Plasencia
- José González (Musiker, 1829) (Maestro Patiño; 1829–1902), spanischer Gitarrist und Erfinder
- José González (Kuba) (1914–2008), Bischof von Kuba
- José González (Basketballspieler) (* 1914), chilenischer Basketballspieler
- José González (* 1932), mexikanischer Fußballspieler, siehe Pepín González
- José González (Fußballspieler, 1939) (* 1939), chilenischer Fußballspieler
- José González (Turner) (* 1946), mexikanischer Turner
- José González (Sportschütze) (* 1948), mexikanischer Sportschütze
- José González (Schwimmer) (* 1977), puerto-ricanischer Schwimmer
- José González (Musiker, 1978) (* 1978), schwedischer Singer-Songwriter
- José González (Leichtathlet, 1995) (* 1995), dominikanischer Sprinter
- José González Alonso (* 1940), spanischer Geistlicher, Bischof von Cajazeiras
- José González Delgado (1907–??), spanischer Sportschütze
- José González Esplugas (1906–1997), spanischer Schwimmer
- José González Ganoza (* 1954), peruanischer Fußballspieler
- José González Joly (* 1991), panamaischer Fußballspieler
- José González Montero (* 1947), kubanischer Sportschütze
- José González Salas (1862–1912), mexikanischer General und Politiker
- José González Cabrera Bueno, spanischer Seemann, Navigator und Autor
- José Antonio González Conacho (* 1976), spanischer Leichtathlet
- José Antonio González Linares (* 1946), spanischer Radrennfahrer
- José Antonio González de Salas (1588–1654), spanischer Schriftsteller und Humanist
- José Antonio Castro González (* 1980), mexikanischer Fußballspieler
- José Daniel González (* 1994), venezolanischer Leichtathlet
- José Enrique González (* 1968), uruguayischer Fußballspieler
- José Francisco González (* 1971), venezolanischer Fußballspieler
- José Francisco González González (* 1966), mexikanischer Geistlicher, Erzbischof von Tuxtla Gutiérrez
- José Froilán González (1922–2013), argentinischer Rennfahrer
- José Jaime González (* 1968), kolumbianischer Radrennfahrer
- José de Jesús González (* 1998), mexikanischer Fußballspieler
- José de Jesús González Hernández (* 1964), mexikanischer Ordensgeistlicher, Bischof von Chilpancingo-Chilapa
- José de Jesús López y González (1872–1950), mexikanischer Geistlicher, Bischof von Aguascalientes
- José Joel González (* 1979), mexikanischer Fußballspieler
- José Librado González Castro († 2010), mexikanischer Politiker
- José Luis González (Schriftsteller) (1926–1997), puerto-ricanischer Schriftsteller
- José Luis González (Fußballspieler) (* 1942), uruguayischer Fußballspieler
- José Luis González (Leichtathlet) (* 1957), spanischer Mittel- und Langstreckenläufer
- José Luis González (Volleyballspieler) (* 1984), argentinischer Volleyballspieler
- José Luis González (Badminton) (* 2009), mexikanischer Badmintonspieler
- José Luis González Alcantar (* um 1987), mexikanischer Badmintonspieler
- José Luis González China (* 1966), mexikanischer Fußballspieler und -trainer
- José Luis González Dávila (1942–1995), mexikanischer Fußballspieler
- José Luis González Juliá (1932–1998), spanischer klassischer Gitarrist
- José Luis González Najarro (* 1984), salvadorianischer Fußballspieler
- José Luis González Quirós (* 1947), spanischer Philosoph
- José Luis González Sánchez (* 1958), spanischer Leichtathlet
- José Luis González Urbiola (* 1959), spanischer Schriftsteller
- José Luis González Vázquez (* 1964), spanischer Fußballtorwart
- José Luis Rodríguez González (* 1943), venezolanischer Sänger und Schauspieler
- José Manuel González Galindo (* 1995), mexikanischer Fußballspieler
- José Manuel González Hernández (* 1981), salvadorianischer Fußballtorhüter
- José Manuel González-Páramo (* 1958), spanischer Ökonom
- José Manuel González Santamaría (* 1970), spanischer Leichtathlet
- José María González Castrillo (1927–2003), spanischer Comicautor, Schriftsteller, Filmregisseur, Radio- und Fernsehmoderator, siehe Chumy Chúmez
- José María Hernández González (1927–2015), mexikanischer Geistlicher, Bischof von Netzahualcóyotl
- José Mauricio González (* 1988), kolumbianischer Langstreckenläufer
- José Miguel González Martín del Campo (* 1963), spanischer Fußballspieler, siehe Míchel (Fußballspieler, 1963)
- José Miguel González Rey (* 1979), spanischer Fußballspieler, siehe Josemi
- José Natividad González Parás (* 1949), mexikanischer Politiker
- José Ramón González (* 1925), puerto-ricanischer Sportschütze
- José Refugio González (* 1917), mexikanischer Reiter
- José Rumazo González Moya (1904–1995), ecuadorianischer Schriftsteller, Historiker, Paläograph und Diplomat
- José Siro González Bacallao (1930–2021), kubanischer Geistlicher, Bischof von Pinar del Río
- José Trinidad González Rodríguez (1943–2024), mexikanischer Geistlicher, Weihbischof in Guadalajara
- Jovino González (Jovino González Comesaña); (* 1975), spanischer Kanute
- Juan González (Fußballspieler, I), mexikanischer Fußballspieler
- Juan González (Journalist) (* 1947), US-amerikanischer Journalist
- Juan González (Baseballspieler) (* 1969), puertorikanischer Baseballspieler
- Juan González (Fußballspieler, 1972) (* 1972), uruguayischer Fußballspieler
- Juan González (Radsportler) (* 1972), andorranischer Radrennfahrer
- Juan González (Handballspieler) (* 1974), kubanischer Handballspieler
- Juan González (Fußballspieler, 1975) (* 1975), chilenischer Fußballspieler
- Juan Gonzalez (Fußballspieler, 1988) (* 1988), kolumbianischer Fußballspieler
- Juan Gonzalez (YouTuber) (Juan Carlos Gonzalez; * 1993), mexikanisch-amerikanischer YouTuber und Vlogger
- Juan González Arintero (1860–1928), spanischer Priester und Theologe
- Juan González de Mendoza (1545–1618), spanischer Historiker
- Juan González Vigil (* 1985), peruanischer Fußballspieler
- Juan Camilo Gonzalez, eigentlicher Name von JC Gonzalez (* 1990), kolumbianischer Schauspieler und Singer-Songwriter
- Juan Carlos González (Fußballspieler, 1924) (1924–2010), uruguayischer Fußballspieler
- Juan Carlos González (Fußballspieler, 1968) (* 1968), chilenischer Fußballspieler
- Juan Carlos González (Diplomat) (Juan Carlos González Vergara), kolumbianischer Diplomat
- Juan Carlos González (Tennisspieler) (* 1982), costa-ricanischer Tennisspieler
- Juan Carlos González Zamora (* 1968), kubanischer Schachspieler
- Juan Francisco González (1853–1933), chilenischer Maler
- Juan Gualberto González (1851–1912), paraguayischer Politiker, Präsident 1890 bis 1894
- Juan Ignacio González (* 1984), mexikanischer Fußballspieler
- Juan Ignacio Gonzáles de Castillo (* 1763), andalusischer Dramatiker
- Juan Ignacio González Errázuriz (* 1956), chilenischer Priester, Bischof von San Bernardo
- Juan Jorge González (* 1992), bolivianischer Langstreckenläufer
- Juan Lorenzo González (* 1974), paraguayischer Tennisspieler
- Juan Luis González (Radsportler) (* 1972), mexikanischer Radrennfahrer
- Juan Luis González (Fußballspieler) (* 1974), chilenischer Fußballspieler
- Juan M. González (* 1967), guatemaltekischer Judoka
- Juan de Marcos González (* 1954), kubanischer Sänger, Arrangeur und Produzent
- Juan Manuel González Sandoval (* 1964), mexikanischer Geistlicher, Bischof von Tarahumara
- Juan Miguel González (* 1989), panamaischer Tennisspieler
- Juan Natalicio González (1897–1966), paraguayischer Schriftsteller, Diplomat und Politiker
- Juan Rámon González (* 1971), paraguayischer Tennisspieler
- Juan Martín González (* 2000), argentinischer Rugby-Union-Spieler
- Juana González (* 1979), dominikanische Volleyballspielerin
- Julio González (Bildhauer) (1876–1942), spanischer Bildhauer
- Julio González (Fechter) (1902–??), spanischer Fechter
- Julio González (Sportschütze), uruguayischer Sportschütze
- Julio González (Fußballtrainer) (* 1953), uruguayischer Fußballtrainer
- Julio González (Boxer) (1976–2012), mexikanischer Boxer
- Julio González (Fußballspieler) (* 1981), paraguayischer Fußballspieler
- Julio González Suvillaga (1943–2023), salvadorianischer Sportschütze
- Julio González Valladares (* 1961), kubanischer Boxer
- Julio César González (* 1976), mexikanischer Boxer
- Julio José González Vela-Alvizu (* 1991), mexikanischer Fußballtorhüter
- Julio Benigno Laschi González (1914–1969), paraguayischer römisch-katholischer Geistlicher, Weihbischof in Asunción
- Julio Madero González (1886–1946), mexikanischer Diplomat
- Juvencio González Álvarez (1917–1995), mexikanischer Geistlicher, Bischof von Ciudad Valles

### K
- Karol González (* 1989), kolumbianische Squashspielerin
- Kattya González (* 1977), paraguayische Politikerin, Mitglied der Abgeordnetenkammer und Senatorin
- Kelly Vargas Gonzalez (* 2004), kolumbianische Tennisspielerin
- Kily González (* 1974), argentinischer Fußballspieler

### L
- Lara González (Turnerin) (* 1986), spanische Sportgymnastin
- Lara González Ortega (* 1992), spanische Handballspielerin
- Lélia Gonzalez (1935–1994), brasilianische Bürgerrechtlerin, Feministin und Hochschullehrerin
- Leodán González (* 1983), uruguayischer Fußballschiedsrichter
- Leonardo González (Fußballspieler, 1972) (* 1972), venezolanischer Fußballspieler
- Leonardo González (Fußballspieler, 1980) (* 1980), costa-ricanischer Fußballspieler
- Leonor González Mina (1934–2024), kolumbianische Musikerin
- Leopoldo González González (* 1950), mexikanischer Geistlicher, Erzbischof von Acapulco
- Leticia González (* 1971), spanische Chemikerin
- Leyanet González (* 1978), kubanische Turnerin
- Lorenzo González (Fußballspieler, 1995) (Lorenzo Fernando González; * 1995), argentinischer Fußballspieler
- Lorenzo González (Fussballspieler, 2000) (Lorenzo José González Montesdeoca; * 2000), spanisch-schweizerischer Fußballspieler
- Lourdes González (* 1962), kubanische Wasserspringerin
- Lucas González Amorosino (* 1985), argentinischer Rugby-Union-Spieler
- Lucho González (Musiker), argentinischer Gitarrist
- Luis González (Schwimmer), kolumbianischer Schwimmer
- Luis González (Bogenschütze) (* 1945), costa-ricanischer Bogenschütze
- Luis González (Boxer) (* 1949), chilenischer Boxer
- Luis González (Freestyle-Skier) (* 1955), puerto-ricanischer Freestyle-Skifahrer
- Luis González (Lucho; * 1981), argentinischer Fußballspieler
- Luis González (Baseballspieler, 1995) (* 1995), mexikanischer Baseballspieler
- Luis González Bravo (1811–1871), spanischer Journalist und Politiker
- Luis Alberto González (Radsportler) (* 1965), kolumbianischer Radsportler
- Luis Alberto González (Boxer) (* 1984), venezolanischer Boxer
- Luis Ángel González Macchi (* 1947), paraguayischer Politiker
- Luis Arturo González (Tennisspieler) (* 1964), kolumbianischer Tennisspieler
- Luis Arturo González López (1900–1965), guatemaltekischer Politiker, Präsident 1957
- Luis David González (* 1988), mexikanischer Eishockeyspieler
- Luis Eduardo González (Politikwissenschaftler) (1945–2016), uruguayischer Politikwissenschaftler und Soziologe
- Luis Eduardo González (Astronom) (* 1949), chilenischer Astronom
- Luis Eduardo González Cedrés (* 1972), uruguayischer Geistlicher, Bischof von Mercedes
- Luis Emilio Gonzalez (* 1967), US-amerikanischer Baseballspieler
- Luis Ernesto González (* 1971), ecuadorianischer Fußballspieler
- Luis Horacio Gómez González (1958–2016), kolumbianischer Geistlicher, Apostolischer Vikar von Puerto Gaitán
- Luis Ignacio González (El Gonzo; * 1980), mexikanischer Fußballspieler
- Luis Javier González (* 1969), spanischer Leichtathlet
- Luis Jorge González (1936–2016), argentinischer Komponist und Musikpädagoge
- Luis Pérez González (1906–1963), mexikanischer Fußballspieler

- Luisa González (* 1977), ecuadorianische Politikerin und Rechtsanwältin

### M
- Maider Unda Gonzalez de Audikana (* 1977), spanische Ringerin
- Mailyn González (* 1980), kubanische Fechterin
- Manuel González (Fußballspieler), paraguayischer Fußballspieler
- Manuel González (Sportfunktionär), uruguayischer Sportfunktionär
- Manuel González (Leichtathlet), spanischer Weitspringer
- Manuel González (Sportschütze) (* 1934), kolumbianischer Sportschütze
- Manuel González (Boxer) (* 1939), US-amerikanischer Boxer
- Manuel González (Segler) (* 1957), chilenischer Segler
- Manuel González (Rennfahrer) (* 2002), spanischer Motorradrennfahrer
- Manuel González Galván (1933–2004), mexikanischer Architekt und Künstler
- Manuel González García (1877–1940), spanischer Geistlicher, Bischof von Palencia
- Manuel González Gutierrez (* 1950), kubanischer Fechter
- Manuel González Hernández, eigentlicher Name von El Médico de la Salsa (* 1965), kubanischer Musiker
- Manuel González Prada (1844–1918), peruanischer Philosoph und Indigenist
- Manuel González Solanes (* 1963), spanischer Leichtathlet
- Manuel González Villaseñor (* 1963), mexikanischer römisch-katholischer Geistlicher, Weihbischof in Guadalajara
- Manuel Esperón González (1911–2011), mexikanischer Filmkomponist, siehe Manuel Esperón
- Manuel Pérez-Gil y González (1921–1996), mexikanischer Geistlicher, Erzbischof von Tlalnepantla
- Manuel Antonio González Valenzuela (1783–nach 1823), chilenischer Politiker
- Manuel del Refugio González Flores (1833–1893), mexikanischer Offizier und Politiker
- Marcelo González (Rennrodler) (* 1965), argentinischer Rennrodler
- Marcelo González (Fußballspieler, 1977) (* 1977), uruguayischer Fußballspieler
- Marcelo González (Fußballspieler, 1988) (* 1988), uruguayischer Fußballspieler
- Marcelo González Martín (1918–2004), spanischer Geistlicher, Erzbischof von Toledo
- Marcelo Arturo González Amador (* 1956), kubanischer Geistlicher, Bischof von Santa Clara
- Marco González (* 1986), chilenischer Fußballspieler
- Marco Antonio González (* 1966), spanischer Wasserballspieler
- Marcos Gonzalez (Boxer) (* 1971), mexikanischer Boxer
- Marcos González (Tennisspieler) (* 1975), paraguayischer Tennisspieler
- Marcos González (Unternehmer) (* 1977), spanischer Unternehmer und Innovationsberater
- Marcos González de Balcarce (1777–1832), argentinischer General und Politiker
- Marcos González (Fußballspieler) (* 1990), uruguayischer Fußballspieler
- Marcos Andrés González (* 1980), brasilianisch-chilenischer Fußballspieler
- Marcos Antonio González (* 2000), paraguayischer Leichtathlet
- María González (Softballspielerin) (* 1965), puerto-ricanische Softballspielerin
- María González (Pelotaspielerin), uruguayische Pelotaspielerin
- María González (Leichtathletin) (* 1982), venezolanische Speerwerferin
- María González (Beachvolleyballspielerin) (* 2002), puerto-ricanische Beachvolleyballspielerin
- María González Veracruz (* 1979), spanische Politikerin (PSOE)
- María Antonia González Valerio (* 1977), mexikanische Philosophin
- María del Carmen González (Turnerin) (* 1941), spanische Turnerin
- María del Carmen González Ramos (1834–1899), spanische Ordensgründerin
- María del Carmen Concepción González (* 1957), kubanische Politikerin
- María Cruz González (* 1971), spanische Hockeyspielerin
- María Guadalupe González (* 1989), mexikanische Geherin
- María Herazo González (* 1997), kolumbianische Tennisspielerin
- María del Pilar Ayuso González (* 1942), spanische Politikerin (PP)
- Mariana González Oliva (Mariana Alejandra González Oliva Gulla; * 1976), argentinische Hockeyspielerin
- Mariana González Parra (* 1979), venezolanische Fechterin
- Mariano González (Politiker) († 1870), paraguayischer Politiker
- Mariano González (Boxer) (Mariano González Lugo; * 1969), mexikanischer Boxer
- Mariano González (Fußballspieler) (* 1981), argentinischer Fußballspieler
- Mariano González Maroto (* 1984), spanischer Fußballspieler
- Mariela González (* 1974), kubanische Leichtathletin
- Mario González (Boxer, 1901) (1901–??), uruguayischer Boxer
- Mario González (Filmeditor),  Filmeditor
- Mario Gonzalez (Regisseur), guatemaltekisch-französischer Schauspieler und Theaterregisseur
- Mario González (Baseballspieler), kubanischer Baseballspieler
- Mario González (Fußballspieler, 1950) (1950–2019), uruguayischer Fußballspieler
- Mario González (* 1969), mexikanischer Boxer, siehe Mariano González (Boxer)
- Mario González (Leichtathlet) (* 1991), venezolanischer Kugelstoßer
- Mario González (Fußballspieler, 1996) (* 1996), spanischer Fußballspieler
- Mario González (Fußballspieler, 1997) (* 1997), salvadorianischer Fußballspieler
- Mario González Aguilera (* 1971), mexikanischer Judoka
- Mario González Montesino (* 1975), kubanischer Schwimmer
- Mario Tovar González (1933–2011), mexikanischer Ringer
- Mariví González (* 1961), spanische Hockeyspielerin
- Mark González (* 1984), chilenischer Fußballspieler
- Martín González (Priester) (um 1515–1580), spanischer Priester, Konquistador und Autor
- Martín González (Fußballspieler, 1990), uruguayischer Fußballspieler
- Martín González (Fußballspieler, 1994), uruguayischer Fußballspieler
- Marvin González (* 1982), salvadorianischer Fußballspieler
- Marwin González (* 1989), venezolanischer Baseballspieler
- Mateo José González Rubio (1778–1845), kolumbianischer Geistlicher, Weihbischof in Popayán
- Matías González (Fußballspieler, 1925) (1925–1984), uruguayischer Fußballspieler
- Matías González (Leichtathlet) (* 1989), uruguayischer Leichtathlet
- Matías González (Fußballspieler, 1993) (* 1993), uruguayischer Fußballspieler
- Mauricio González (Leichtathlet) (* 1960), mexikanischer Leichtathlet
- Mauricio González Alcerreca (* 1967), mexikanischer Fußballspieler
- Mauricio González de la Garza (1923–1995), mexikanischer Schriftsteller, Journalist und Komponist
- Mauricio Ernesto González (1942–2018), salvadorianischer Fußballspieler
- Máximo González (* 1983), argentinischer Tennisspieler
- Mayra González (Ruderin) (Mayra González Borroto; * 1968), kubanische Ruderin
- Mayra González (Leichtathletin) (Mayra Marcela González; * 1973), mexikanische Leichtathletin
- Mehdi Carcela-González (* 1989), belgisch-marokkanischer Fußballspieler
- Melissa Gonzalez (Hockeyspielerin) (* 1989), US-amerikanische Hockeyspielerin
- Melissa González (Leichtathletin) (* 1994), kolumbianische Hürdenläuferin
- Mell Reasco González (* 2002), ecuadorianische Tennisspielerin
- Michelle González (* 1995), mexikanische Fußballspielerin
- Miguel González (Basketballspieler) (1938–2022), spanischer Basketballspieler
- Miguel González (Fußballspieler), uruguayischer Fußballspieler
- Miguel González (Baseballspieler) (Miguel Ángel González Martín; * 1984),  mexikanischer Baseballspieler
- Miguel González Gauto (* 1969), paraguayischer Boxer
- Miguel González Ibarra (1918–1991), mexikanischer Geistlicher, Bischof von Ciudad Obregón
- Miguel González Lázaro (1938–2022), spanischer Basketballspieler
- Miguel González Pérez (* 1927), spanischer Fußballspieler
- Miguel González Taush (* 1907), mexikanischer Diplomat
- Miguel Ángel González (Leichtathlet) (* 1944), mexikanischer Leichtathlet
- Miguel Ángel González (Produzent) (* 1945), spanischer Filmproduzent
- Miguel Ángel González (Boxer) (Miguel Ángel González Dávila; * 1970), mexikanischer Boxer
- Miguel Ángel González Suárez (1947–2024), spanischer Fußballtorwart
- Miguel Fernando González Mariño (* 1966), kolumbianischer Geistlicher, Bischof von Espinal
- Mike Gonzalez (* 1978), US-amerikanischer Baseballspieler
- Mikel González (* 1985), spanischer Fußballspieler
- Milagros Palma González (* 1973), kubanische Fechterin, siehe Milagros Palma
- Minervino González (* 1913), spanischer Sportschütze
- Mireya González (* 1991), spanische Handballspielerin
- Misleydis González (* 1978), kubanische Kugelstoßerin
- Mónica González (Fußballspielerin) (* 1978), mexikanische Fußballspielerin
- Mónica González (Boxerin) (* 1988), puerto-ricanische Boxerin
- Mónica González Mújica (* 1949), chilenische Journalistin und Autorin
- Mónica Silvana González (* 1976), spanisch-argentinische Politikerin
- Montserrat González (* 1994), paraguayische Tennisspielerin
- Mynor Gonzalez, guatemaltekischer Fußballspieler

### N
- Nahamán González (Nahamán Humberto González Ávila; * 1967), honduranischer Fußballspieler
- Nando González (1921–1988), spanischer Fußballspieler
- Narciso González (* 1971), mexikanischer Boxer
- Natalia González Figueroa (* 1979), argentinische Pianistin
- Nazario Moreno González (1970–2014), mexikanischer Drogenhändler
- Nestor González (* 1937), argentinischer Ringer
- Nicanor González Méndez (1864–1934), chilenischer Maler
- Nicholas Gonzalez (Mediziner) († 2015), US-amerikanischer Mediziner und Autor
- Nicholas Gonzalez (* 1976), US-amerikanischer Schauspieler
- Nico González (* 1998), argentinischer Fußballspieler, siehe Nicolás González (Fußballspieler, 1998)
- Nico González (* 2002), spanischer Fußballspieler, siehe Nico (Fußballspieler)
- Nicolás González (Fußballspieler, 1997) (* 1997), uruguayischer Fußballspieler
- Nicolás González (Radsportler) (* 1997), chilenischer Radsportler
- Nicolás González (Fußballspieler, 1998) (* 1998), argentinischer Fußballspieler
- Nicolás González (* 2002), spanischer Fußballspieler, siehe Nico (Fußballspieler)
- Nicolás González Casares (* 1972), spanischer Politiker
- Nicolás González y Pérez (1869–1935), spanischer Geistlicher, Titularbischof von Ionopolis
- Noemi Gonzalez (* 1988), amerikanische Schauspielerin
- Norberto González (Ökonom) (* 1925), argentinischer Ökonom und Wirtschaftsmanager
- Norberto González (Baseballspieler) (* 1979), kubanischer Baseballspieler
- Norisbeth Isais Agudo Gonzalez (* 1992), venezolanische Beachvolleyballspielerin
- Norma González (Leichtathletin) (* 1982), kolumbianische Leichtathletin
- Norma González (Schiedsrichterin), paraguayische Fußballschiedsrichterin
- Nuria González (* 1962), spanische Schauspielerin

### O
- Olegario González de Cardedal (* 1934), spanischer Theologe und Priester
- Olivia González (* 1978), mexikanische Synchronschwimmerin
- Omar González (* 1988), US-amerikanischer Fußballspieler
- Óscar González (Fußballspieler) (1894–1959), chilenischer Fußballspieler
- Óscar González (Rennfahrer) (1923–2006), uruguayischer Automobilrennfahrer
- Óscar González (Radsportler) (Óscar González López; * 1948), kolumbianischer Radsportler
- Óscar González (Leichtathlet) (Óscar González Garrido; * 1976), spanischer Zehnkämpfer
- Óscar González (Boxer) (1990–2014), mexikanischer Boxer
- Óscar González César (* 1941), mexikanischer Diplomat
- Oscar González-Ferrán (1933–2014), chilenischer Vulkanologe
- Óscar González Marcos (* 1982), spanischer Fußballspieler
- Óscar González Villa (1949–2015), kolumbianischer Geistlicher
- Osvaldo González (* 1984), chilenischer Fußballspieler
- Oumar Gonzalez (* 1998), kamerunisch-französischer Fußballspieler
- Owen González (Owen de Jesús González Ojeda, * 2003), mexikanischer Fußballspieler

### P
- Pablo González (Fußballspieler, I), paraguayischer Fußballspieler
- Pablo González (Radsportler), chilenischer Radsportler
- Pablo González (Tennisspieler) (* 1982), kolumbianischer Tennisspieler
- Pablo González (Fußballspieler, 1986) (* 1986), chilenischer Fußballspieler
- Pablo González (Fußballspieler, 1989) (* 1989), panamaischer Fußballspieler
- Pablo González (Fußballspieler, 1992) (* 1992), mexikanischer Fußballspieler
- Pablo González (Fußballspieler, 1995) (* 1995), uruguayischer Fußballspieler
- Pablo González (Fußballspieler, 1996) (* 1996), uruguayischer Fußballspieler
- Pablo González Bernardo (* 1975), spanischer Dirigent
- Pablo González Casanova (1922–2023), mexikanischer Soziologe
- Pablo González Couñago (* 1979), spanischer Fußballspieler
- Pablo González Cuesta (Pablo Gonz; * 1968), spanischer Schriftsteller
- Pablo González Garza (1879–1950), mexikanischer Revolutionär und General
- Pablo González Reyes (* 1986), chilenischer Fußballspieler
- Pablo González Saldaña (1915–1994), mexikanischer Fußballspieler
- Pablo Andrés González (* 1985), argentinischer Fußballspieler
- Pablo Dapena González (* 1988), spanischer Triathlet
- Pablo Modesto González Pérez (* 1959), venezolanischer Geistlicher, Bischof von La Guaira
- Pablo Santos González (* 1984), spanischer Tennisspieler
- Pancho Gonzalez (Fußballspieler) (eigentlich César Héctor González; 1926–2016), französisch-argentinischer Fußballspieler und -trainer
- Pancho Gonzalez (meist Pancho Gonzales, eigentlich Ricardo Alonso González; 1928–1995), US-amerikanischer Tennisspieler, siehe Pancho Gonzales
- Paul Gonzalez (* 1969), australischer Baseballspieler
- Pedro González (vor 1190–1246), spanischer Dominikaner, siehe Petrus Gonzales
- Pedro González (Fußballspieler, 1943) (* 1943), peruanischer Fußballspieler
- Pedro González (Radsportler) (* 1983), argentinischer Radsportler
- Pedro Gonzalez Gonzalez (1925–2006), US-amerikanischer Schauspieler
- Pedro González de Mendoza (1428–1495), spanischer Geistlicher und Staatsmann, Erzbischof von Toledo
- Pedro González Sánchez (Timimi; 1911–1961), spanischer Fußballspieler
- Pedro González Valdiviezo, venezolanischer Schwimmer
- Pedro González Vera (* 1967), chilenischer Fußballspieler
- Pedro Alexis González (* 1946), argentinischer Fußballspieler
- Pedro Ladislao González y Estrada (1866–1937), kubanischer römisch-katholischer Bischof
- Pepín González (* 1932), mexikanischer Fußballspieler
- Pere Serra i Gonzàlez (1870–1934), katalanischer Komponist und Musikpädagoge
- Peter González (* 2002), spanischer Fußballspieler
- Pol González (* 1992), spanischer Eishockeyspieler

### R
- Radamés González (* 1956), kubanischer Leichtathlet
- Rafael González (Musikpädagoge), argentinischer Pianist und Musikpädagoge
- Rafael González (Fußballspieler, I), Fußballspieler
- Rafael González (Fußballspieler, 1950) (Rafael González Córdova; * 1950), chilenischer Fußballspieler
- Rafael González (Ringer) (* 1956), puerto-ricanischer Ringer
- Rafael González Aldalur (* 1920), argentinischer Fechter
- Rafael González Estrada (1909–1994), guatemaltekischer römisch-katholischer Ordensgeistlicher, Weihbischof in Guatemala-Stadt
- Rafael González Moralejo (1918–2004), spanischer Geistlicher, Bischof von Huelva
- Rafael González de la Vega (* 1958), mexikanischer Judoka
- Rafael Ángel González Ramírez (1916–2007), venezolanischer Geistlicher, Bischof von Barinas
- Rafael García González (1926–1994), mexikanischer Geistlicher, Bischof von León
- Ramón González (Fußballspieler) (Ramón González Figueroa; 1899–1977), spanischer Fußballspieler
- Ramón González (Leichtathlet) (* 1966), kubanischer Speerwerfer
- Ramón González (Radsportler) (Ramón González Arrieta; * 1967), spanischer Radrennfahrer
- Ramiro González (* 1988), uruguayischer Radrennfahrer, siehe Ramiro Cabrera
- Raquel González (* 1991), amerikanische Wrestlerin
- Raúl González (Leichtathlet) (* 1952), mexikanischer Geher
- Raúl González (Boxer) (* 1967), kubanischer Boxer
- Raúl González (Handballspieler) (Raúl González Gutiérrez; * 1970), spanischer Handballtrainer und ehemaliger Handballspieler
- Raúl González (Fußballspieler, 1985) (Raúl González Guzmán; * 1985), venezolanischer Fußballspieler
- Raúl González (Fußballspieler, 1993) (Raúl González Robles; * 1993), spanischer Fußballspieler
- Raúl González (Fußballspieler, 1994) (* 1994), US-amerikanischer Fußballspieler
- Raúl González Blanco (* 1977), spanischer Fußballspieler und -trainer, siehe Raúl (Fußballspieler)
- Raúl González Millado (* 1957), kubanischer Gewichtheber
- Raúl González Sánchez (* 1967), kubanischer Boxer
- Raúl González Triana (* 1968), kubanischer Fußballtrainer
- Raúl González Tuñón (1905–1974), argentinischer Journalist und Schriftsteller
- Raúl C. Gonzalez (* 1964), deutscher Schauspieler (u. a. Caveman)
- Raúl Isaac González (* 1955), chilenischer Fußballspieler
- Raul M. Gonzalez (1930–2014), philippinischer Politiker
- Raymundo González, Fußballspieler
- Renato González (* 1990), chilenischer Fußballspieler
- René Gonzalez (1943–2012), französischer Theaterintendant
- Reynaldo González López (1948–2015), kubanischer Sportfunktionär
- Ricardo González, eigentlicher Name von Pancho Gonzales (1928–1995), US-amerikanischer Tennisspieler
- Ricardo González (Basketballspieler) (* 1925), argentinischer Basketballspieler
- Ricardo González (Ruderer) (* 1937), argentinischer Ruderer
- Ricardo González (Schwimmer) (* 1947), kolumbianischer Schwimmer
- Ricardo González (Fußballspieler, 1965) (* 1965), chilenischer Fußballspieler
- Ricardo González (Golfspieler) (* 1969), argentinischer Golfspieler
- Ricardo González (Fußballspieler, 1974) (* 1974), costa-ricanischer Fußballtorhüter
- Ricardo González (Rennfahrer) (* 1978), mexikanischer Automobilrennfahrer
- Ricardo González Diaz (* 1985), puerto-ricanischer Tennisspieler
- Ricardo González Moreno (1900–??), argentinischer Bobsportler
- Ricardo González Rotela (* 1945), paraguayischer Fußballspieler
- Rick Gonzalez (* 1979), US-amerikanischer Schauspieler
- Rigoberto González (* 1970), US-amerikanischer Schriftsteller und Literaturkritiker
- Roberto González (Fußballspieler, I), uruguayischer Fußballspieler
- Roberto González senior, mexikanischer Automobilrennfahrer
- Roberto González (Fußballspieler, 1969) (Roberto Santiago González; * 1969), argentinischer Fußballspieler
- Roberto González junior (Roberto González Valdez; * 1976), mexikanischer Automobilrennfahrer
- Roberto González (Fußballspieler, 1976) (Roberto Andrés González Beltran; * 1976), chilenischer Fußballspieler
- Roberto González (Fußballspieler, 1993) (Roberto Alexis González; * 1993), salvadorianischer Fußballspieler
- Roberto González (Radsportler) (* 1994), panamaischer Radrennfahrer
- Roberto González Barrera (1930–2012), mexikanischer Unternehmer
- Roberto González Fernández (* 1948), spanischer Maler
- Roberto González de Mendoza y de la Torre (1905–1996), kubanischer Diplomat
- Roberto González-Monjas (* 1988), spanischer Violinist und Dirigent
- Roberto Octavio González Nieves (* 1950), US-amerikanischer Priester, Erzbischof von San Juan de Puerto Rico
- Roberto Reinaldo Cáceres González (1921–2019), argentinischer Geistlicher, Bischof von Melo
- Rodolfo González (Boxer) (* 1945), mexikanischer Boxer
- Rodolfo González (Rennfahrer) (* 1986), venezolanischer Automobilrennfahrer
- Rodolfo González Pacheco (1882–1949), argentinischer Anarchist, Journalist und Schriftsteller
- Rodrigo González (* 1968), deutsch-chilenischer Musiker
- Rodrigo González de la Puebla (um 1450–1525), spanischer Diplomat
- Rodrigo González Sesma (* 1968), mexikanischer Schwimmer
- Román González (Basketballspieler) (* 1978), argentinischer Basketballspieler
- Román Alberto González Luna (* 1987), nicaraguanischer Boxer, siehe Roman Gonzalez
- Rónald González (Fußballspieler, 1970) (Rónald Alfonso González Brenes; * 1970), costa-ricanischer Fußballspieler und -trainer
- Rónald González (Radsportler) (Rónald Javier González Escalante; * 1981), venezolanischer Radrennfahrer
- Ronald González (Fußballspieler, 1990) (Ronald Damián González Tabilo; * 1990), chilenischer Fußballspieler
- Roque González de Santa Cruz (auch Rochus Gonzales; 1576–1628), paraguayischer Missionar und Märtyrer
- Roque Antonio González Salazar (1931–2015), mexikanischer Diplomat
- Rosa Maria Kucharski i Gonzàlez (1929–2006), katalanische Pianistin und Musikwissenschaftlerin
- Rostyn González (* 1964), venezolanischer Basketballspieler
- Roy Díaz González (* 1953), mexikanischer Badmintonspieler
- Rubén González (Fußballspieler, 1927) (1927–2002), chilenischer Fußballspieler
- Rubén González (Pianist) (1919–2003), kubanischer Pianist
- Rubén González Ávila, kubanischer Gitarrist und Musikpädagoge
- Rubén González Rocha (Rubén; * 1982), spanischer Fußballspieler
- Rubén Adán González (* 1939), uruguayischer Fußballspieler
- Rubén Antonio González Medina (* 1949), puerto-ricanischer Priester, Bischof von Caguas
- Rubén Oscar González (* 1962), argentinischer Rennrodler
- Rubén Tierrablanca González (1952–2020), mexikanischer Geistlicher, Apostolischer Vikar von Istanbul
- Rudolf González (Rudolf Karl González Vass, * 1998), deutsch-dominikanischer Fußballspieler
- Ruy González de Clavijo († 1412), spanischer Diplomat und Autor

### S
- Sabrina Gonzalez Pasterski (* 1993), US-amerikanische Physikerin
- Salvador González Marco (Voro; * 1963), spanischer Fußballspieler und -trainer
- Salvador González Morales (* 1971), mexikanischer Geistlicher, Weihbischof in Mexiko-Stadt
- Salvador González Ramírez (1832–1882), costa-ricanischer Politiker
- Santiago González (Künstler) (1850–1909), venezolanischer Bildhauer
- Santiago González (Tennisspieler) (* 1983), mexikanischer Tennisspieler
- Santiago González (Fußballspieler) (* 1992), uruguayischer Fußballspieler
- Santiago González Bonorino (* 1975), argentinischer Rugby-Union-Spieler
- Santiago González Iglesias (* 1988), argentinischer Rugby-Union-Spieler
- Santiago González Portillo (1818–1887), salvadorianischer Politiker, Präsident 1871 bis 1876
- Santos González (Fußballspieler, I), uruguayischer Fußballspieler
- Santos González (Fußballspieler, II), uruguayischer Fußballspieler
- Santos González (Radsportler) (Santos González Capilla; * 1973), spanischer Radsportler
- Sara González (um 1950–2012), kubanische Liedermacherin
- Scheila Gonzalez (* 1971), US-amerikanische Musikerin und Musikpädagogin
- Schiandra González (* 1995), panamaische Fußballspielerin
- Sebastián González (* 1978), chilenischer Fußballspieler
- Selvin González (* 1981), salvadorianischer Fußballspieler
- Serafín María Armora y González (1876–1955), mexikanischer Geistlicher, Bischof von Ciudad Victoria-Tamaulipas
- Sergio Gonzalez (Ringer) (* 1947), US-amerikanischer Ringer
- Sergio González (Fußballspieler, I), paraguayischer Fußballspieler
- Sergio González (Fußballspieler, II), uruguayischer Fußballspieler
- Sergio González (Fußballspieler, 1950) (* 1950), chilenischer Fußballspieler
- Sergio González Karg (* 1925), mexikanischer Segler
- Sergio González Soriano (* 1976), spanischer Fußballspieler
- Sergio Ariel González (* 1974), argentinischer Biathlet
- Sergio Reynaldo González Bayard (* 1990), kubanischer Beachvolleyballspieler
- Sergio Fernández González (Ruderer) (* 1967), argentinischer Ruderer
- Sergio Fernández González (Fußballspieler) (* 1977), spanischer Fußballspieler
- Silva Gonzalez (* 1979), deutscher Sänger, Schauspieler und Entertainer
- Silvano Barba González (1895–1967), mexikanischer Politiker
- Simon González (* 1936), puerto-ricanischer Sportschütze
- Sisinio González (* 1986), spanischer Fußballspieler
- Sofia Gonzalez (* 2001), Schweizer Sprinterin und Weitspringerin
- Sofía González Racero (* 2001), spanische Beachvolleyballspielerin
- Steven Lloyd-Gonzalez (* 1971), britischer Orchesterdirigent
- Susely Morfa González (* 1982), kubanische Politikerin
- Sylvia González Bolívar, spanische Sängerin

### T
- Tabaré González (Politiker) (1936–2013), uruguayischer Politiker
- Tabaré González (Fußballspieler) (* 1943), uruguayischer Fußballspieler
- Teodoro González de León (1926–2016), mexikanischer Architekt
- Thyrsus González (1624–1705), spanischer Jesuit
- Tomás González (Schriftsteller) (* 1950), kolumbianischer Schriftsteller
- Tomás González (Leichtathlet) (* 1959), kubanischer Sprinter
- Tomás González (Fußballspieler, 1977) (* 1977), paraguayischer Fußballspieler
- Tomás González (Turner) (* 1985), chilenischer Turner
- Tomás González (Fußballspieler, 1998) (* 1997), argentinischer Fußballspieler
- Tomás González González (* 1968), puerto-ricanischer römisch-katholischer Geistlicher, Weihbischof in San Juan de Puerto Rico
- Tomás González Rivera (* 1963), spanischer Fußballspieler
- Tomás Marín González de Poveda (1650–1703), spanischer Offizier, Gouverneur von Chile
- Tomás Osvaldo González Morales (1935–2022), chilenischer Ordensgeistlicher, Bischof von Punta Arenas
- Tony Gonzalez (* 1976), US-amerikanischer American-Football-Spieler

### V
- Valentín González (bekannt als El Campesino; 1909–1983), spanischer Offizier und Guerillero
- Valentín González (Leichtathlet) (1910–??), mexikanischer Leichtathlet
- Vato Gonzalez, niederländischer DJ
- Vicente González (Politiker) (* 1967), US-amerikanischer Politiker
- Vicente González Briseño († 1990), mexikanischer Fußballtorhüter
- Victor Gonzalez (Orgelbauer) (1877–1956), französischer Orgelbauer
- Víctor González (Radsportler, 1957) (* 1957), uruguayischer Radrennfahrer
- Víctor González (Regisseur) (* 1959), argentinischer Regisseur und Kameramann
- Víctor González (Filmtechniker) (* 1971/1972), Filmtechniker
- Víctor González (Schauspieler) (* 1973), mexikanischer Schauspieler
- Víctor González (Radsportler, 1974) (* 1974), kolumbianischer Radrennfahrer
- Víctor González (Leichtathlet) (* 1987), kubanischer Sprinter
- Víctor González (Baseballspieler) (* 1995), mexikanischer Baseballspieler
- Víctor Manuel González (* 1946), chilenischer Fußballspieler und -trainer
- Virgilio González (Leichtathlet) (* 1941), spanischer Leichtathlet
- Virgilio R. González (1926–2014), kubanischer Einbrecher in das Watergate-Hotel
- Vitorino González (* 1964), spanischer Judoka

### W
- Walter González (Politiker) (Walter González López; * 1952), uruguayischer Architekt, Bauunternehmer und Politiker (Frente Amplio)
- Wálter González (Fußballspieler, 1973) (Wálter Horacio González; * 1973), guatemaltekischer Fußballspieler und -trainer
- Walter González (Fußballspieler, 1995) (Walter Rodrigo González Sosa ; * 1995), paraguayischer Fußballspieler
- Washington González (* 1955), uruguayischer Fußballspieler
- Wilfredo González (* 1993), guatemaltekischer Tennisspieler
- William González (* 1970), kolumbianischer Fechter
- Willy González (1956–1984), chilenischer Fußballspieler

### X
- X González (Emma González; * 1999), amerikanische Aktivistin und Überlebende eines Amoklaufs
- Xavier González Unciti (* 2004), spanischer Handballspieler

### Y
- Yoanka González Pérez (* 1976), kubanische Radrennfahrerin
- Yoiver González (* 1989), kolumbianisch-äquatorialguineischer Fußballspieler
- Yon González (* 1986), spanischer Schauspieler
- Yony González (* 1994), kolumbianischer Fußballspieler
- Yumari González (* 1979), kubanische Radsportlerin
- Yuri González Vidal (* 1981), kubanischer Schachspieler

### Z
- Zeferino González y Díaz Tuñón (1831–1894), spanischer Dominikaner, Philosoph und Kardinal
- Zulema González González (* 1992), spanische Fußballschiedsrichterin

### Fiktive Figuren
- Speedy Gonzales, Comicfigur